# M2 Browning
Browning M2 je 12,7 mm težki mitraljez, ki ga je zasnoval John Browning proti koncu 1. svetovne vojne.

## Opis in zgodovina
Deloma je podoben predhodniku M1919 Browning, ima pa M2 večji in močnejši 12,7 mm projektil. M2 se uporablja proti pehoti, lahkim oklepnim vozilom tudi kot letalska strojnica. M2 je v uporabi že več kot 80 let, skupaj so zgradili okrog 3 milijone primerkov. Orožje je bilo vpleteno v skoraj vse večje vojne od 1930ih naprej.
M2 se je uporabljal v naslednjih vojnah: 2. svetovna vojna, korejska vojna, sueška kriza, portugalska kolonialna vojna, vietnamska vojna, šestdnevna vojna, iransko-iraška vojna, jomkipurska vojna, kambodška državljanska vojna, prva indokinska vojna, falklandska vojna, namibijska osamosvojitvena vojna, zalivska vojna, somalijska državljanska vojna, razpad Jugoslavije, vojna v Afganistanu in iraška vojna.
Proizvajalci:
- trenutni: General Dynamics, Fabrique Nationale, U.S. Ordnance in Manroy Engineering (Združeno kraljestvo).
- v preteklsoti: Sabre Defence Industries, Colt's Patent Fire Arms Company, High Standard Company, Savage Arms Corporation, Buffalo Arms Corporation, General Motors Corporation (Frigidaire, AC Spark Plug, Saginaw Steering, and Brown-Lipe-Chappin Divisions), Kelsey Hayes Wheel Company, Springfield Armory, Wayne Pump Company, ERMCO in Ramo Manufacturing, Rock Island Arsenal.

## Galerija
- M2 Browning
- Dvocevna izvedba
- 4-cevna izvedba na bombniku B-25
- M2 v Afganistanu
- Streljanje
- M2HB